# Eclipsiodes homora
Eclipsiodes homora là một loài bướm đêm trong họ Crambidae.